# Cândido de Abreu
Cândido de Abreu es un municipio brasileño del estado de Paraná. Posee un área es de 1.510 km² representando 0,7577 % del estado, 0,268 % de la región y 0,0178 % de todo el territorio brasileño. Se localiza a una latitud 24°34'01" sur y a una longitud 51°19'58" oeste, estando a una altitud de 540. Su población estimada en 2005 era de 17.033 habitantes.

## Historia
La región donde se localiza el municipio de Cândido de Abreu recibió sus primeros colonizadores, polacos, alemanes, franceses y ucranianos, en la mitad del siglo XIX.
El municipio posee dos reservas indígenas: la Reserva Faxinal y la Reserva Lote del Vitorino de los Caigangues, ambas demarcadas. 
Creado a través de la Ley Estatal n.º 253 del 26 de noviembre de 1954 e instalado oficialmente el 22 de diciembre de 1955, fue separado del municipio de Reserva.

## Demografía
Población Total: 18.795
- Urbana: 4.684
- Rural: 14.111
- Hombres: 9.840
- Mujeres: 8.955

Índice de Desarrollo Humano (IDH-M): 0,667
- IDH-M Salario: 0,556
- IDH-M Longevidad: 0,702
- IDH-M Educación: 0,742

### Hidrografía
- Río Ivaí: Es el mayor río de la región, con varias naciente, abastecido por el río Ubazinho, el cual desagua en el Ivaí, y recorre los alrredores de la ciudad.

- Río Ubazinho: Nace en la Sierra de la Laranjeira, en el límite con el municipio de Reserva (PR). Recorre cerca de 25 km por tierras de Cândido de Abreu hasta desembocar en el Río Ivaí.

- Otros ríos importantes en el municipio: Koleicho (manantial de abastecimiento de la ciudad), Lageado, Jacutinga, Palmital, Río del Baile, Apucaraninha, Ivaizinho, Jacu, Río del Tigre, Jacaré.